# Saint-Piat
Saint-Piat – miejscowość i gmina we Francji, w Regionie Centralnym, w departamencie Eure-et-Loir.
Według danych na rok 1990 gminę zamieszkiwało 1009 osób, a gęstość zaludnienia wynosiła 89 osób/km² (wśród 1842 gmin Regionu Centralnego Saint-Piat plasuje się na 391. miejscu pod względem liczby ludności, natomiast pod względem powierzchni na miejscu 1077.).